# New York Cosmos 1984
Questa voce raccoglie le informazioni riguardanti i New York Cosmos nelle competizioni ufficiali della stagione 1984.

## Maglie e sponsor
Alle maglie prodotte dalla ellesse se ne affiancò una di fabbricazione Adidas che reintroduceva i colori verde e bianco.
| Manica sinistra · Maglietta · Maglietta · Manica destra · Pantaloncini · Calzettoni | Manica sinistra · Maglietta · Maglietta · Manica destra · Pantaloncini · Calzettoni | Manica sinistra · Manica sinistra · Maglietta · Maglietta · Manica destra · Manica destra · Pantaloncini · Calzettoni |  |

## Organigramma societario
Area direttiva
- Presidente:

Area tecnica
- Allenatore: Eddie Firmani
- Allenatore portieri: Miguel De Lima[2]

## Rosa
| N. |                           | Ruolo | Calciatore           |
| -- | ------------------------- | ----- | -------------------- |
| 1  | Germania Ovest (bandiera) | P     | Hubert Birkenmeier   |
| 2  | Stati Uniti (bandiera)    | D     | Andranik Eskandarian |
| 3  | Stati Uniti (bandiera)    | D     | Dan Carter           |
| 4  | Stati Uniti (bandiera)    | D     | Jeff Durgan          |
| 5  | Stati Uniti (bandiera)    | D     | Darryl Gee           |
| 6  | Polonia (bandiera)        | D     | Władysław Żmuda      |
| 7  | Italia (bandiera)         | A     | Giuseppe Damiani     |
| 8  | Jugoslavia (bandiera)     | C     | Vladislav Bogićević  |
| 9  | Paraguay (bandiera)       | A     | Roberto Cabañas      |
| 11 | Jugoslavia (bandiera)     | A     | Dragan Vujović       |
| 12 | Stati Uniti (bandiera)    | A     | Steve Moyers         |
| 13 | Paesi Bassi (bandiera)    | C     | Johan Neeskens       |
| 14 | Polonia (bandiera)        | A     | Stan Terlecki        |
| 15 | Stati Uniti (bandiera)    | A     | Alan Green           |

| N. |                        | Ruolo | Calciatore              |
| -- | ---------------------- | ----- | ----------------------- |
| 16 | Stati Uniti (bandiera) | C     | Angelo DiBernardo       |
| 17 | Italia (bandiera)      | D     | Ferdinando De Matthaeis |
| 20 | Stati Uniti (bandiera) | A     | Andrew Parkinson        |
| 21 | Stati Uniti (bandiera) | P     | David Brcic             |
| 22 | Stati Uniti (bandiera) | C     | Pedro de Brito          |
| 23 | Stati Uniti (bandiera) | C     | Mike Fox                |
| 24 | Stati Uniti (bandiera) | D     | Kaz Tambi               |
| 25 | Canada (bandiera)      | C     | Gerry Gray              |
| 27 | Canada (bandiera)      | D     | Carmine Marcantonio     |
| 28 | Stati Uniti (bandiera) | A     | Hernán Borja            |
| 30 | Irlanda (bandiera)     | C     | Gerry Reardon           |
| 32 | Liberia (bandiera)     | D     | Doc Lawson              |
| 33 | Stati Uniti (bandiera) | C     | Rick Davis              |

## Statistiche

### Statistiche di squadra
| Competizione | Punti | Totale | Totale | Totale | Totale | Totale | ‰ |
| Competizione | Punti | G      | V      | P      | Gf     | Gs     | ‰ |
| ------------ | ----- | ------ | ------ | ------ | ------ | ------ | - |
| NASL         | 115   | 25     | 13     | 11     | 43     | 42     | - |